# Roine Stolt

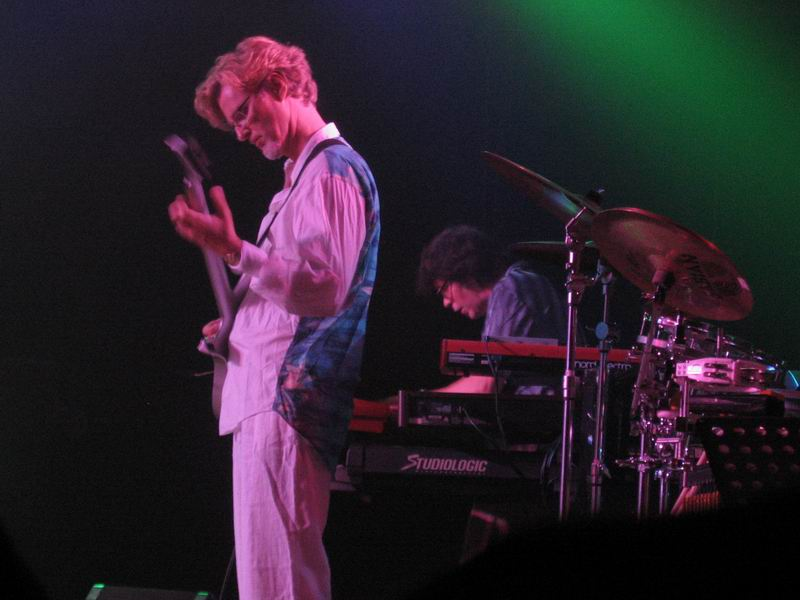
Roine Stolt im Herbst 2004, im Hintergrund Tomas Bodin von den Flower Kings

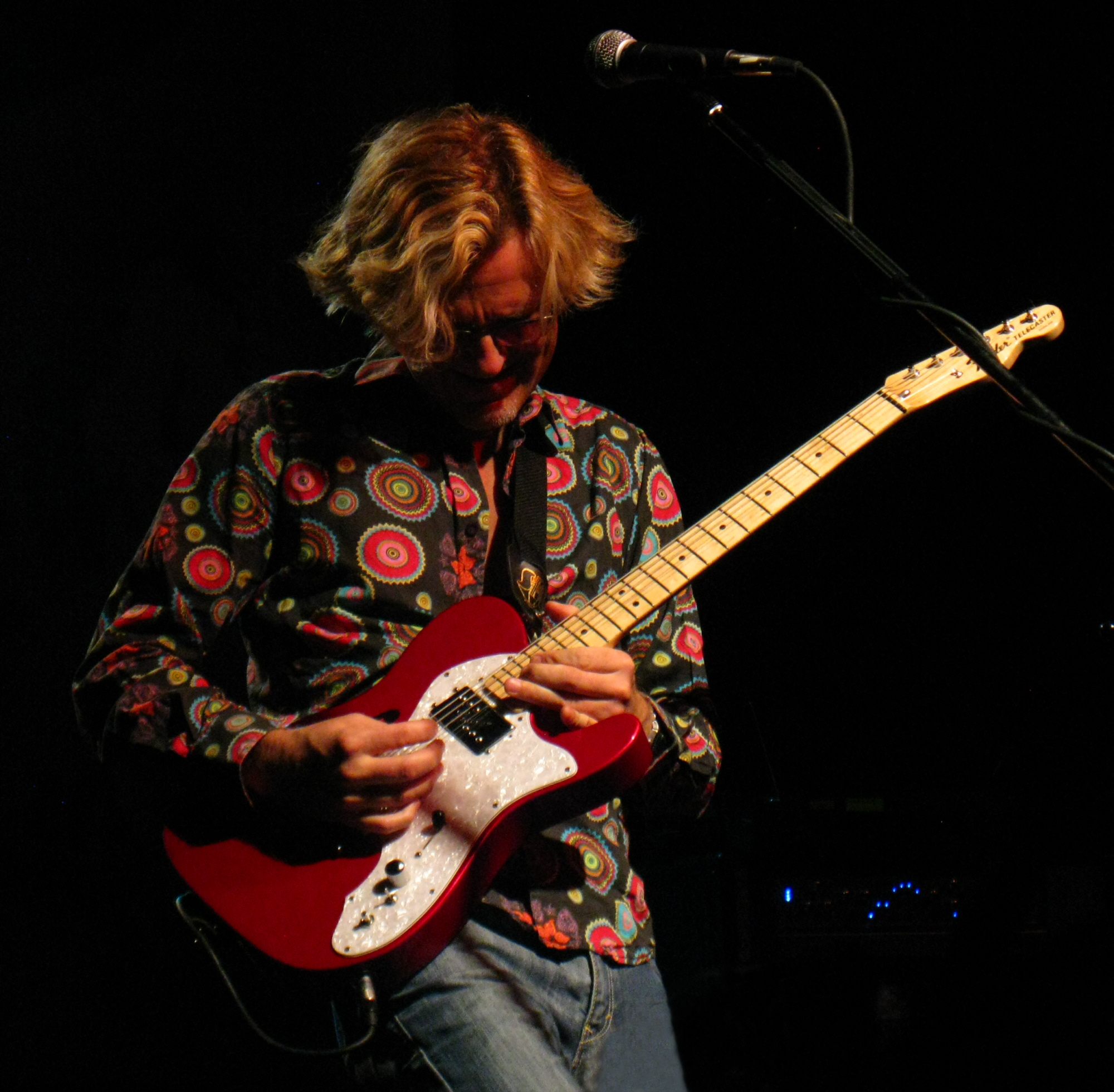
Roine Stolt auf Tour mit Transatlantic (2010)

Roine Stolt (* 5. September 1956 in Uppsala) ist ein schwedischer Gitarrist, Sänger, Texter und Komponist der Stilrichtungen Rock (insbesondere Progressive Rock), Pop und Jazz.

## Werdegang
Stolt startete seine Karriere in den späten 1960ern, als er Bassgitarre in regionalen Rockbands spielte. 1974, im Alter von nur 17 Jahren, trat er in die Band Kaipa ein, mit der er drei Alben veröffentlichte. In den 1980ern war er vor allem als Sessionmusiker beschäftigt. 1994 brachte er das Soloalbum The Flower King auf den Markt, das ihn durch dessen besonderen Erfolg in der Progressive-Rock-Szene zur Gründung der Band The Flower Kings bewegte. Seither veröffentlichte Stolt mit dieser Band unter anderem 14 Studioalben.
Roine Stolt ist auch Mitglied der Supergroup Transatlantic und war außerdem Teil der neuen Inkarnation von Kaipa sowie Mitglied von The Tangent und Karmakanic.

## Diskographie

### MitKaipa
- Kaipa (1975)
- Inget nytt under solen (1976)
- Solo (1978)
- Notes From The Past (2002)
- Keyholder (2003)
- Mindrevolutions (2005)

### MitFantasia
- Fantasia (1980)
- Behind The Walls (1985)

### Solo
- The Lonely Heartbeat (1989)
- The Flower King (1994)
- Hydrophonia (1998)
- Wallstreet Voodoo (2CDs, 2005)
- Roine Stolt’s The Flower King – Manifesto of an Alchemist (2018)

### MitThe Flower Kings
- Back In The World Of Adventures (1995)
- Retropolis (1996)
- Stardust We Are (2CDs, 1997)
- Scanning The Greenhouse (Best-Of-Album; 1998)
- Flower Power (2 CDs, 1999)
- Space Revolver (2000)
- Alive On Planet Earth (live; 2000)
- The Rainmaker (2001)
- Unfold the Future (2 CDs, 2002)
- Live In New York (offizielles Bootleg; 2002)
- Meet The Flower Kings (Livealbum; auch als DVD; 2003)
- Adam & Eve (2004)
- BetchaWannaDanceStoopid!! (Livealbum mit Instrumentalimprovisationen; 2004)
- Paradox Hotel (2 CDs, 2006)
- Instant Delivery (Live-Doppelalbum und Live-DVD; 2006)
- The sum of no evil (2007)
- Banks of Eden (2012)
- Desolation Rose (2013)
- Waiting for Miracles (2 CDs, 2019)
- Islands (2 CDs, 2020)
- By royal decree (2 CDs, 2022)
- Look at you now (2023)

### MitTransatlantic
- SMPTe (2000)
- Bridge Across Forever (2001)
- Live In America (2001)
- SMPTe – The Roine Stolt Mixes (2003)
- Live In Europe (CD und DVD; 2003)
- The Whirlwind (CD, 2CD und 2CD und DVD; 2009)
- Whirld Tour 2010 – Live from the Shepard’s Bush Empire, London (diverse Versionen mit CD und DVD; 2010)
- Kaleidoscope (2014)
- The Absolute Universe: Forevermore (2021)

### MitChance
- Dunes (1993)
- Escape To Horizon (2000)

### MitKarmakanic
- Entering The Spectra (2002)
- Wheel Of Live (2004)
- Who’s The Boss In The Factory (2008)

### MitThe Tangent
- The Music That Died Alone (2003)
- The World That We Drive Through (2004)
- Pyramids And Stars (offizielles Bootleg 2005)

### MitCircus Brimstone
- Live – BrimStoned In Europe (2005) (Flower Kings instrumental)

### MitAgents of Mercy
- The Fading Ghosts of Twilight (2009)
- The Power of Two (2010)
- Dramarama (2010)
- The Black Forest (2011)

### MitJon Anderson
- Invention of Knowledge (2016)

### MitThe Sea Within
- The Sea Within (2018)